# Разборка в Маленьком Токио
«Разборка в маленьком Токио» (англ. Showdown in Little Tokyo) — кинофильм. Один из первых американских фильмов с участием Брэндона Ли. Съемки картины прошли с января по март 1991 года в Калифорнии.

## Сюжет
Действие происходит в Лос-Анджелесе. Полицейский Крис Кеннер работает в Маленьком Токио, японском районе Лос-Анджелеса, и по мере сил борется с организованной преступностью. Родители Криса, выросшего в Японии, погибли от рук убийцы из якудзы, и он навсегда запомнил внешность преступника, ворвавшегося в их дом. Однажды начальство присылает Кеннеру нового напарника, Джонни Мурату. Джонни, хотя сам по происхождению наполовину японец, с детства живёт в США и воспитан в духе американской культуры. Сначала Мурате и Кеннеру нелегко сработаться друг с другом, но совместное расследование и крутые разборки помогают найти напарникам общий язык.
Убийство танцовщицы в ночном клубе и распространение в районе нового наркотика метамфетамина наводит полицейских на след клана якудзы и его лидера — безжалостного Ёсиды. Увидев Ёсиду, Кеннер узнает убийцу родителей, и расследование превращается в вендетту…

## В ролях
- Дольф Лундгрен — Крис Кеннер
- Брэндон Ли — Джонни Мурата
- Кэри-Хироюки Тагава — Фунэкэй Ёсида
- Тиа Каррере — Минако Окэя
- Тосиро Обата — Сато
- Рене Гриффин — Энжел
- Эрни Лайвли — детектив Нельсон

## Сокращения
Оригинальный сценарий состоял из 104-х страниц и включал в себя удалённые затем продюсерами сцены (например, сцена, где Кеннер и Мурата после драки в сауне преследуют одного из якудза, попадая в торговый центр). Уже в процессе съёмок сценарий решили урезать, оставив только 95 страниц.

### Проблемы с рейтингом
Чтобы фильм не получил рейтинг «NC-17», режиссёр сократил некоторые особо откровенные или жестокие сцены:
- Вырезан один из моментов в сцене у бассейна, где показывается девушка с обнажённой грудью;
- Некоторые моменты из сцены убийства танцовщицы (Эджелы) были вырезаны: в частности, убран эпизод, где Ёсида наносит дополнительный удар мечом. Удалён был и момент в самом конце сцены, где её отрубленная голова падает на пол — в сокращённой версии показан лишь небольшой фрагмент этой сцены;
- В сцене драки в сауне был сокращён момент убийства толстого якудза: было показано, как Кеннер, вонзив нож ему в живот, поворачивает его в разные стороны, нанося ещё больший ущерб;
- Полностью была вырезана сцена изнасилования Минако, показавшаяся зрителям на тест-просмотрах слишком жестокой.

В итоге, фильм хоть и получил рейтинг «R», но в США он выходил с возрастным ограничением «18+».

## Критика
Фильм получил, в основном, негативные отзывы от критиков (по большей части — из-за сцен жестокости). Так, Винсент Кэнби (New York Times) охарактеризовал фильм как «жестокий и бездушный».